# Sozań
Sozań (ukr. Созань) – wieś w rejonie samborskim (wcześniej w rejonie starosamborskim) obwodu lwowskiego Ukrainy, nieopodal Dniestru. Wieś liczy około 450 mieszkańców. Podlega straszewickiej silskiej radzie.
W 1921 r. liczyła około 354 mieszkańców. Przed II wojną światową należała do powiatu starosamborskiego.

## Ważniejsze obiekty
- Cerkiew św. Michała Archanioła w Sozaniu